# 대승기신론
《대승기신론(大乘起信論)》은 대승불교의 논서이다. 줄여서 《기신론(起信論)》이라고도 한다. "대승기신론"의 문자 그대로의 의미는 "대승(큰 수레) 또는 대승불교에 대한 믿음을 일으키는 또는 일으키기 위한 논서"이다.
대승기신론은 전통적으로 인도의 마명 보살(馬鳴菩薩, 아슈바고샤, Aśvaghoṣa: c. 100-160)이 기원후 2세기에 저술한 것으로 여겨지고 있다. 그러나 현대의 많은 학자들이 저자와 성립 시기에 대해 전통적인 견해와는 의견을 달리하고 있다. 대승기신론은 산스크리트어 원본이나 티베트어 역본 없이 중국 양(梁)나라 진제(眞諦, Paramārtha: 499-569)와 당(唐)나라 실차난타(實叉難陀, Śikṣānanda: 652-710)의 2종의 한역본만 존재한다. 대승기신론이 인도에서 성립된 것인지에 대해서도 아직 명확히 밝혀지지 않고 있다.
대승기신론은 크게 서분(序分) · 정종분(正宗分) · 유통분(流通分)으로 구성되어 있으며, 이 중에서 논의 본문인 정종분은 다시 인연분(因緣分) · 입의분(立義分) · 해석분(解釋分) · 수행신심분(修行信心分) · 권수이익분(勸修利益分)의 5장으로 구성되어 있다. 내용은 일심(一心 · One Mind) · 이문(二門 · Two Aspects) · 삼대(三大 · Three
Greatnesses) · 사신(四信 · Four Faiths) · 오행(五行 · Five Practices)으로 요약된다. 대승기신론은 이론과 실천 양면에 있어서 여러 교리사상을 받아들여 작은 책 속에 대승불교의 진수를 요약해 놓은 것으로서 높이 평가되고 있으며 중국 · 한국 · 일본을 비롯한 동아시아 불교의 발전에 큰 영향을 끼쳤다.

## 이름
대승기신론은 산스크리트어 원본이 없기 때문에 정확한 원본명이 알려져 있지 않다. 때문에, 한문명으로부터 재구성된 "Mahāyāna-śraddhotpādaśāstra (마하야나-스라도트파다 샤스트라)"라는 산스크리트어 이름이 사용되고 있다. 영어로는 뜻을 따라 "Awakening of Faith in the Mahayana (대승[불교]에 대한 믿음을 일으킴)", "Awakening of Mahayana Faith (대승[불교]의 믿음을 일으킴)" 또는 "Treatise on the Awakening of Faith According to the Mahayana (대승[불교]에 의거하여 믿음을 일으키는 것에 대한 논서)"라고 하거나 또는 간단히 "Awakening of Faith (믿음을 일으킴)"라고도 한다. 또는 중국어 발음을 따라 "Dacheng qixin lun (따청 치신 룬)"이라고도 한다.

## 구성과 내용
대승기신론은 크게 서분(序分) · 정종분(正宗分) · 유통분(流通分)으로 구성되어 있다. 이러한 구성은 논의 저자인 마명 보살—이하의 내용에서는 전통적인 의견을 따라 저자를 마명 보살로 표기한다—이 밝힌 구분법이 아니며, 수의 담연소(曇延疏)에서 최초로 제기되어 그 이래로 주석가들이 받아들여 사용한 전통적인 구분법이다. 전통적인 구분법에서는 귀경게(歸敬偈)를 서분에, 회향게(廻向偈)를 유통분에 배분하고 있다.
此論始終大分為三。序正流通。初之三偈明皈敬三寶承力請加。此明其序。論曰有法已下辨其正宗。末後二偈明其流通。

이 논의 처음에서 끝까지는 크게 서분(序) · 정종분(正) · 유통분(流通)으로 구분된다. 논의 처음에 나오는 3구의 게송은 삼보에 귀의하고 삼보를 존경한다는 것을 밝히고 돕는 힘을 청하는데 이는 논의 서분(序)을 밝힌 것이다. "논왈유법(論曰有法)" 이하는 논의 정종분(正宗)을 분변한 것이다. 끝의 2구의 게송은 논의 유통분(流通)을 밝힌 것이다.— 담연소(曇延疏). X45n0755_p0154a21(00) - X45n0755_p0154a23(01)

학자들 중에는 정종분(正宗分)의 인연분(因緣分)을 서분에, 정종분(正宗分)의 권수이익분(勸修利益分)을 유통분에 분류하는 경우도 있다. 다음은 전통적인 구분법에 따른 논의 구성이다.

### 서분
서분(序分)은 귀경게(歸敬偈)로 이루어져 있다. 귀경게는 귀경송(歸敬頌)이라고도 한다. 귀경게에서는 불 · 법 · 승의 3보에 귀의하여 이들의 보호력을 청함으로써 모든 이들에게서 대승의 믿음이 일깨워질 수 있길 기원한다. 귀경게는 총 3구로 이루어져 있다.
제1구는 불보에 귀의하는 것이고, 제2구의 3행은 법보에 귀의하는 것이고, 제2구의 마지막 1행은 승보에 귀의하는 것으로 이루어져 있다. 그리고 제3구는 모든 이들에게서 대승에 대한 바른 믿음이 일깨워지길 기원하는 것이며 또한 이것이 논을 저술하는 목적임을 밝히고 있다.

### 정종분
정종분(正宗分) 즉 논의 본문은 발기서(發起序)를 제외하면 다시 인연분(因緣分) · 입의분(立義分) · 해석분(解釋分) · 수행신심분(修行信心分) · 권수이익분(勸修利益分)의 5장으로 구성되어 있다. 발기서(發起序)라는 구분은 논의 주석가들에 의한 것이고, 5장의 구성은 마명 보살이 밝힌 구분법이다.

#### 발기서
발기서(發起序)에서는 일심의 법(一心法)이 존재하기 때문에 대승의 믿음을 일으킬 수 있다는, 즉, 모든 이가 부처의 깨달음에 도달할 수 있다는 논의 대요(體) 또는 종지를 천명하며, 그렇기 때문에 일심의 법에 대해 설명하는 논을 짓는 것이 마땅하다는 것을 밝힌다. 또한 논의 본문 즉 정종분이 5장으로 구성되어 있음을 밝힌다.
원효는 《기신론소》에서 발기서가 논체(論體: 논의 전체 체계)를 세움에 있어 "총표허설(總標許說: 전체적으로 표시하여 설명하기를 허락하는 것)"이라고 하였다. 또한 발기서에 말하는 법이란 "일심의 법(一心法)"이라고 하였다.
論曰：有法能起摩訶衍信根，是故應說。
논에 이르기를 법이 있어 능히 대승의 신근(信根)을 일으킬 수 있다. 이 때문에 마땅히 설해야 할 것이다.— 진제역. T32n1666_p0575b18(00)

初中言有法者。謂一心法。若人能解此法。必起廣大信根。故言能起大乘信根。信根之相。如題名說。信根既立。即入佛道。入佛道已。得無窮寶。如是大利。依論而得。是故應說。總標許說竟在於前。

처음에 "법이 있다(有法)"고 말한 것은 "일심의 법(一心法)"을 이른 것이다. 이 (일심의) 법에 대해 잘 이해하게 되면 반드시 광대한 신근(廣大信根)이 일어나게 된다. 그렇기 때문에 (마명 보살께서는) "능히 대승의 신근을 일으킬 수 있다(能起大乘信根)"고 말씀하신 것이다. 신근의 상(相)은 제명(題名)에서 설한 것과 같다. 신근이 일단 서게 되면 곧 불도(佛道)에 들어간다. 불도에 들어간 후에는 무궁한 보배를 얻는다. (만일 일심의 법에 대해 설하는 논이 있다면) 이와 같이 (많은 사람들이) 큰 이익을 (그) 논에 의하여 얻을 수 있다. "그러므로 마땅히 (그러한 논을 지어 일심의 법에 대해) 설해야 하는 것이다(是故應說)." 이것으로 "전체적으로 표시하여 설명하기를 허락하는 것(總標許說)"을 마친다.— 원효. 《기신론소》,  T44n1844_p0204c09(03) - T44n1844_p0204c13(02)

#### 제1장 인연분
제1장 인연분(因緣分)에서는 논을 저술하게 된 이유를 8가지로 밝힌다 (조론(造論)의 이유).

#### 제2장 입의분
제2장 입의분(立義分)에서는 일심(一心)의 당체인 법(法)과 짝을 이루는 외연으로서의 의(義)가 있으며, 의(義)는 진여상(眞如相: 본질 또는 에센스로서의 모습)과 생멸상(生滅相: 현상으로서의 모습)의 이문(二門 · 두 측면)과 체(體) · 상(相) · 용(用)의 삼대(三大)의 양식을 가진다는 것을 밝혀 일심(一心 · One Mind) · 이문(二門 · Two Aspects) · 삼대(三大 · Three Greatnesses)의 논의 기본 사상을 천명한다 (문제(問題)의 소재(所在)).

#### 제3장 해석분
제3장 해석분(解釋分)에서는 발기서와 입의분에서 밝힌 일심(一心) · 이문(二門) · 삼대(三大)의 기본 사상을 이론적으로 상세히 설명한다 (이론적 설명). 해석분의 설명에서는, 진여문에서 생멸문이 발생하는 과정이 여래장연기(如來藏緣起), 즉 진여연기(眞如緣起)의 체계로 설명되어 있고 생멸문에서 진여문으로 되돌아 들어가는 길과 단계가 진여훈습(眞如熏習)과 근본무명(根本無明) · 지말무명(枝末無明: 삼세육추(三細六麁)라고도 한다)의 체계로 설명되어 있다. 해석분에서는 특히 이론적 설명에 역점을 두었고, 대승에 대한 올바른 신심 또는 믿음(信)을 일으키게 하는 근본을 중생심(衆生心)이라 하고, 그것이 심진여문(心眞如門)과 심생멸문(心生滅門)으로 나뉘고 심생멸문에서는 깨달음이라든가 혼미(昏迷)라든가 하는 마음의 움직임이 기술되어 있는데, 그것이 심진여문을 벗어나지 않고 있다는 것을 명확히 하고 있다.

#### 제4장 수행신심분
제4장 수행신심분(修行信心分)에서는 생멸문에서 진여문으로 되돌아가는 수행법으로서의 사신(四信 · Four Faiths)과 오행(五行 · Five Practices)을 설명한다 (수행과 믿음).

#### 제5장 권수이익분
마지막, 제5장 권수이익분(勸修利益分)에서는 수행신심분에서 설명한 수행법을 실천할 것과 그 이익을 역설한다.

### 유통분
유통분(流通分)은 대승법의 광대한 의(義)에 대한 설명이 끝났음을 밝히고 모든 공덕을 중생에게로 돌리는 회향게(廻向偈) 또는 회향송(廻向頌)으로 구성되어 있다.

## 주석서
대승기신론이 대승불교에 미친 영향이 컸던 만큼, 대승기신론에 대한 역대의 주석서는 30종 이상이다. 이 중에서 수나라 혜원(慧遠: 523-592)의 《대승기신론의소(大乘起信論義疏)》, 신라 원효(元曉: 617-686)의 《기신론소(起信論疏)》, 당나라 법장(法藏: 643-712)의 《대승기신론의기(大乘起信論義記)》를 《기신론 3소(起信論三疏)》라고 하여 특별히 중요시 하였다.
《기신론 3소》를 비롯한 대다수의 주석서는 구역(舊譯)이라고 불리는 진제(499~569)의 한역본에 대한 주석서이다. 이들 중 명나라 시대의 주석서로는 감산 덕청(憨山 德清: 1546-1623)의 《대승기신론직해(大乘起信論直解)》가 있다. 신역(新譯)이라고 불리는 실차난타(652~710)의 한역본에 대한 주석서로는 명나라 지욱(智旭: 1599-1655)의 《대승기신론열망소(大乘起信論裂網疏)》가 거의 유일하다.

## 전설
전통적으로 대승기신론의 저자라고 여겨지는 마명 보살에 대하여 고타마 붓다는 다음과 같은 예언을 하였다고 한다. 하지만 이 예언은 후대의 불교도들이 마명 보살의 가치를 더 높이기 위해 지어낸 말인 것일 가능성이 있다.
여래 멸후 6백년 경에는 96종의 외도들이 다투어 일어나 불법을 훼멸하는 때에 마명이라고 하는 일비구가 불법을 선설하여 일체외도배를 항복받을 것이다.

## 같이 보기
- 대승기신론소
- 대승기신론별기
- 여래장 사상
- 유식 사상
- 중관 사상

## 참고 문헌
한역본
 다음 목록은 가나다 순이 아닌 시대 순으로 나열되어 있다.
- 마명보살조, 양 진제역. 《대승기신론(大乘起信論)[깨진 링크(과거 내용 찾기)]》, 대정신수대장경, T32 No.1666. 2010년 12월 11일에 확인.
- 마명보살조, 당 실차난타역. 《대승기신론(大乘起信論)[깨진 링크(과거 내용 찾기)]》, 대정신수대장경, T32 No.1667. 2010년 12월 11일에 확인.

한역 주석본
 다음 목록은 가나다 순이 아닌 시대 순으로 나열되어 있다.
- 수 담연. 《대승기신론의소(大乘起信論義疏)[깨진 링크(과거 내용 찾기)]》, 만신찬속장경, X45 No.755. 2010년 12월 15일에 확인.
- 수 혜원. 《대승기신론의소(大乘起信論義疏)[깨진 링크(과거 내용 찾기)]》, 대정신수대장경, T44 No.1843. 2010년 12월 14일에 확인.
- 신라 원효. 《기신론소(起信論疏)》, 대정신수대장경, T44 No.1844. 2010년 12월 12일에 확인.
- 신라 원효. 《대승기신론별기(大乘起信論別記)》, 대정신수대장경, T44 No.1845. 2010년 12월 12일에 확인.
- 당 법장. 《대승기신론의기(大乘起信論義記)》, 대정신수대장경, T44 No.1846. 2010년 12월 14일에 확인.
- 명 감산 덕청. 《대승기신론직해(大乘起信論直解)[깨진 링크(과거 내용 찾기)]》, 만신찬속장경, X45 No.766. 2010년 12월 14일에 확인.
- 명 지욱. 《대승기신론열망소(大乘起信論裂網疏)》, 대정신수대장경, T44, No. 1850. 2010년 12월 14일에 확인.

한글 번역본
- 감산 저, 오진탁 역. 《감산의 기신론 풀이》, 서광사, 1992.
- 마명 저, 감산 풀이, 송찬우 역. 《대승기신론(大乘起信論)》, 세계사, 1991.
- 오고산, 편역. 《대승기신론강의(大乘起信論講義)》, 3판, 보련각, 1988.
- 월운, 역해. 《대승기신론강화(大乘起信論講話)》, 불천, 1993.
- 은정희, 역해. 《원효의 대승기신론소·별기》, 일지사, 1991.
- 전종식, 역해. 《대승기신론정해(大乘起信論精解)》, 보정판, 한국예절문화원, 2001.
- 조한석, 번역. 《대승기신론소기회본 보관됨 2016-06-13 - 웨이백 머신》, 동국역경원 한글대장경 검색시스템. 2010년 12월 11일에 확인.
- 정성본, 역주해설. 《대승기신론: 대승일심의 발심수행론》 상,하. 서울:민족사,2019.

기타 언어 번역본
- (영어) Hakeda, Yoshito S., trans. 《Awakening of Faith Attributed to Aśvaghoṣa》, New York, NY: Columbia University Press, 1967.
- (영어) Richard, Timothy, 《The Awakening of Faith in the Mahāyāna Doctrine—the New Buddhism》, Shanghai: Christian Literature Society, 1907.
- (영어) Suzuki, Daisetsu Teitaro, 《Aśvaghoṣa's Discourse on the Awakening of Faith in the Mahayana》, Chicago, Ill.: Open Court Publishing Company, 1900.
- (영어) Vorenkamp, Dirck, trans. 《An English Translation of Fa-Tsang’s Commentary on the Awakening of Faith》, Lewiston, NY: The Edwin Mellen Press, 2004.

기타 참고 문헌
- 이 문서에는 다음커뮤니케이션(현 카카오)에서 GFDL 또는 CC-SA 라이선스로 배포한 글로벌 세계대백과사전의 내용을 기초로 작성된 글이 포함되어 있습니다.
- (한국어) 운허 & 동국역경원, "大乘起信論(대승기신론)", 《불교사전》. 2010년 12월 11일에 확인.
- (영어) Ding-Hwa Hsieh. “AWAKENING OF FAITH (DASHENG QIXIN LUN)”. 《Encyclopedia of Buddhism》 38-39쪽, Robert E. Buswell, Jr. 엮음, Macmillan Reference USA, 2004.
- (영어) Hubbard, Jamie. 《Original Purity and the Arising of Delusion》, Smith College. Source: , 1994 & 2008.
- (영어) "大乘起信論"[깨진 링크(과거 내용 찾기)], 《Digital Dictionary of Buddhism》. 2010년 12월 14일에 확인. (ID와 암호 요구시 "guest"를 입력)